# Компьютерная музыка
Компью́терная му́зыка (англ. Computer music) — термин, который первоначально использовался в кругу специалистов-профессионалов для обозначения области инженерных разработок, связанных с цифровым синтезом музыкальных звуков, цифровой обработкой звуковых сигналов, цифровой записью различных сонорных структур и так далее.
В настоящее время определение «компьютерная музыка» часто используется многими музыкантами и слушателями применительно к любой музыке, которая создаётся с помощью тех или иных музыкально-компьютерных технологий.

## История возникновения и развития
Первым компьютером, который был использован для создания музыки, считается CSIRAC (аббр. от англ. Council for Scientific and Industrial Research Automatic Computer, Автоматический компьютер Совета по научным и промышленным исследованиям) — первая австралийская цифровая ЭВМ и четвёртая в мире ЭВМ с программной памятью.
CSIRAC первоначально назывался CSIR Mk 1, и в настоящее время является единственным в мире уцелевшим компьютером первого поколения.
CSIRAC был спроектирован в конце 1940-х годов группой австралийских инженеров под руководством Тревора Пирси (англ. Trevor Pearcey) и Мастона Берда (англ. Maston Beard), которые работали независимо от своих коллег в Европе и США.
Первая тестовая программа CSIRAC была апробирована в конце 1949 года, а в период с 1950 по 1951 год машину использовали в целях создания музыки, для чего математик Джеф Хилл (англ. Geoff Hill) разработал специальную алгоритмическую программу для компьютерного синтеза машинного звучания популярных музыкальных произведений того времени.
В 1951-ом году CSIRAC успешно «исполнил» популярный шлягер «Марш полковника Боги» (англ. «Colonel Bogey March»), однако в дальнейших исследованиях и разработках по созданию музыки задействован уже этот компьютер не был.
В 1951 году в Великобритании специалистами выездной студии BBC в Манчестерской лаборатории вычислительных машин была сделана первая запись музыки, сгенерированной компьютером. Машина, созданная Тьюрингом и занимавшая почти весь первый этаж лаборатории, могла генерировать три мелодии — «Боже, храни Королеву» (англ. God Save the King), «Бе Бе Черная овечка» (англ. Baa, Baa Black Sheep) и классику свинга «В настроении» (англ. In the Mood) Глена Миллера. Музыка записана на 12-дюймовый (30.5 cм) ацетатный диск . При этом фундаментальные работы Тьюринга конца 1940-х годов по превращению компьютера в музыкальный инструмент оказались незамеченными. Звуковой артефакт, представляющий Тьюринга как музыкального новатора, восстановлен в 2016 году.

### Исследовательские центры
- Centre for Interdisciplinary Research in Music Media and Technology (CIRMMT) Montreal, Canada
- Institute de Recherche et Coordination Acoustique/Musique (IRCAM) Paris, France
- GRAME — National Center for Music Creation, Lyon, France
- Music Technology Group, Universitat Pompeu Fabra, Barcelona, Spain
- Centre for Digital Music, Queen Mary, University of London, London, UK
- Center for Computer Research in Music and Acoustics (CCRMA) Stanford University, USA
- The Music Computing Lab, The Open University, Milton Keynes, UK
- Laboratorio di Informatica Musicale (LIM), Università degli Studi di Milano, Milano, IT
- Центр искусств и медиатехнологий
- Учебно-методическая лаборатория «Музыкально-компьютерные технологии».

### Ассоциации
- International Society for Music Information Retrieval (ISMIR)
- International Computer Music Association (ICMA)

### Журналы
- Computer Music Journal
- Journal of New Music Research
- Organized Sound

### Конференции
- Sound and Music Computing Conference (SMC) Архивная копия от 21 сентября 2020 на Wayback Machine
- International Conference on Music Information Retrieval (ISMIR)
- International Conference on New Interfaces for Musical Expression (NIME)
- International Conference on Digital Audio Effects (DAFX)
- International Computer Music Conference (ICMC)

### Программное обеспечение
- List of software tools related to SMC